# Lijst van spoorwegstations in Friesland

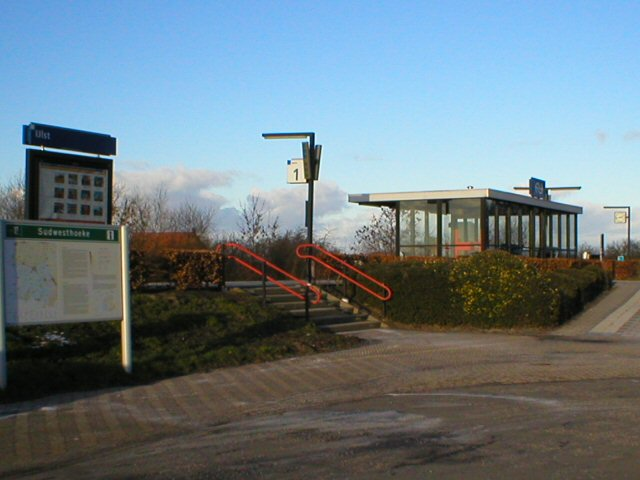
Station IJlst

Dit is een lijst van spoorwegstations in de provincie Friesland.

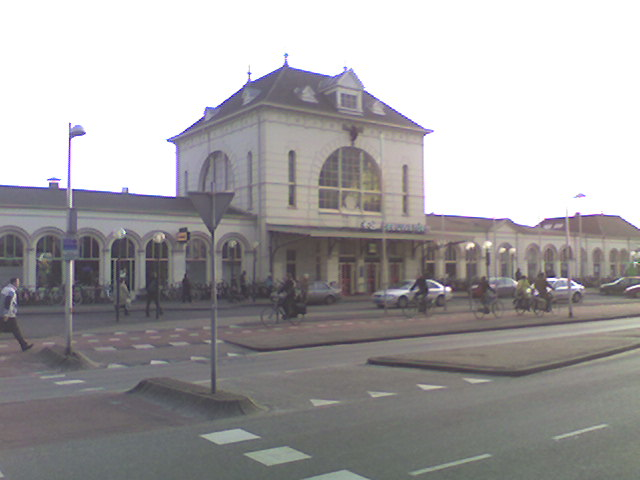
Station Leeuwarden

## Huidige stations
- Akkrum
- Buitenpost
- Deinum
- De Westereen
- Dronryp
- Feanwâlden
- Franeker
- Grou-Jirnsum
- Harlingen
  - Haven
- Heerenveen

- Hindeloopen
- Hurdegaryp
- IJlst
- Koudum-Molkwerum
- Leeuwarden
  - Camminghaburen
- Mantgum
- Sneek
  - Noord
- Stavoren
- Wolvega
- Workum